# Jan Klán (politik)
Jan Klán (* 29. listopadu 1982 Kolín) je bývalý český politik, v letech 2010 až 2017 poslanec Poslanecké sněmovny PČR, člen KSČM.

## Vzdělání, profese
Po absolvování povinné základní školní docházky (I. stupeň na ZŠ v Záboří nad Labem 1989–1993 a druhý v letech 1993–1998 na ZŠ v Týnci nad Labem) vystudoval v letech 1998–2002 na SOU řemesel v Kutné Hoře obor mechanik elektronik, který v květnu 2002 zakončil maturitní zkouškou. V letech 2002–2003 studoval na VOŠ průmyslové v Kutné Hoře obor komunikační systémy. V roce 2003 začal studoval sociologii a sociální antropologii na Filozofické fakultě Univerzity Pardubice, roku 2007 studium zakončil titulem bakaláře a od té doby pokračoval v navazujícím magisterském studiu. Od roku 2012 studoval kombinované navazující magisterské studium na Fakultě sociálních věd Univerzity Karlovy v Praze, obor veřejná a sociální politika. Roku 2015 ukončil studium titulem magistr. Zasedá ve výboru Klubu společenských věd, kde se zabývá sociologií. V Haló novinách často publikuje své názory i výsledky různých sociologických výzkumů. Je členem Centra strategických a teoretických studií při ÚV KSČM (CSTS). V letech 2003-2007 spolupracoval s Obecním úřadem v Záboří nad Labem na oblasti čerpání dotací a zároveň se staral o údržbu internetu v místní knihovně. Od roku 2013 je vedoucím úseku knihovny a archívu na ÚV KSČM.

## Politická kariéra
Roku 2003 vstoupil do KSČM. V roce 2008 kandidoval ze 16. místa do středočeského krajského zastupitelstva, zvolen ale nebyl. Poslancem Poslanecké sněmovny Parlamentu České republiky byl zvolen ve volbách 2010 ve Středočeském kraji.. V předčasných volbách v roce 2013 byl opět zvolen. V Poslanecké sněmovně Parlamentu České republiky zasedá ve Výboru pro veřejnou správu a regionální rozvoj. V jeho rámci byl rovněž členem Podvýboru pro veřejnou správu a e-Government. Od roku 2013 byl rovněž místopředsedou volební komise. Ve své poslanecké práci se zabýval implementací zákona o státní službě a také implementací zákona o registru smluv. Oba dva zákony často podroboval kritice a poukazoval na možné problémy, které mohou nastat. Dle statistiky účasti na hlasování i vystupování na plénu Poslanecké sněmovny patřil k aktivním poslancům.
Už jako poslanec na sebe Klán krátce po zvolení upozornil aférou, kdy měl na svém internetovém profilu řadu intimních informací (délka penisu, oblíbené polohy atd.). Teprve po vlně pozornosti, kterou tím vyvolal u českých médií, svůj profil zrušil.
V komunálních volbách v říjnu 2010 kandidoval na pátém místě do zastupitelstva obce Záboří nad Labem, ale zvolen nebyl. Jeho kandidátka obhajovala jeden mandát a také jeden mandát obhájila. Ani v komunálních volbách v roce 2014 zvolen nebyl. V komunálních volbách v roce 2018 kandidoval coby lídr KSČM v Kutné Hoře, ale skončil jako první náhradník.
Od 25. listopadu 2013 je předsedou OV KSČM Kutná Hora. V předčasných volbách do Poslanecké sněmovny 2013 kandidoval na třetím místě středočeské kandidátky KSČM a byl zvolen. Ve volbách do Poslanecké sněmovny PČR v roce 2017 obhajoval svůj poslanecký mandát za KSČM ve Středočeském kraji, ale neuspěl.
Ve volbách do Evropského parlamentu v květnu 2019 kandidoval na 28. místě kandidátky KSČM, ale nebyl zvolen.
Ve volbách do Evropského parlamentu v červnu 2024 kandidoval jako člen KSČM na 24. místě kandidátky uskupení „STAČILO!, koalice KSČM, SD-SN a ČSNS“. Získal 444 preferenčních hlasů a stal se tak 22. náhradníkem.
Ve sněmovních volbách v roce 2025 kandiduje na 2. místě kandidátní listiny hnutí Stačilo! ve Středočeském kraji.